# Brachyseps punctatus
Brachyseps punctatus — вид сцинкоподібних ящірок родини сцинкових (Scincidae). Ендемік Мадагаскару.

## Поширення і екологія
Brachyseps punctatus відомі з кількох місцевостей, що лежать на сході острова Мадагаскар. Вони живуть у ярах у вологих тропічних лісах. Зустрічаються на висоті від 50 до 1050 м над рівнем моря.